# 10652 Blaeu
10652 Blaeu (4599 P-L) là một tiểu hành tinh vành đai chính.